# Killesbergbahn
| Ein Zug der Killesbergbahn vom Killesbergturm aus |                      |                       |                       |
| Streckenlänge: | 2,29435 km           |                       |                       |
| Spurweite: | 381 mm (Liliputbahn) |                       |                       |
| Maximale Neigung: | 58 ‰                 |                       |                       |
| |                      |                       |                       |
| \| \| \| Depot \| \| \| \| 1,5 \| Spielplatz (ehem. Hp) \| Spielplatz (ehem. Hp) \| \| \| 1,6 \| Eingang Thomastraße \| Eingang Thomastraße \| \| \| 0,4 \| Hauptweg des Parks \| Hauptweg des Parks \| \| \| 0,0 \| Parkbahnhof \| Parkbahnhof \| \| \| 1,9 \| Durchlass Wasserlauf \| Durchlass Wasserlauf \| |                      |                       |                       |
| Betriebsstelle Streckenanfang · Strecke von links · Strecke von rechts |                      | Depot                 | Depot                 |
| Abzweig geradeaus und von links · ehemaliger Haltepunkt / Haltestelle rechts · Strecke | 1,5                  | Spielplatz (ehem. Hp) | Spielplatz (ehem. Hp) |
| Bahnübergang · Strecke | 1,6                  | Eingang Thomastraße   | Eingang Thomastraße   |
| Strecke · Bahnübergang | 0,4                  | Hauptweg des Parks    | Hauptweg des Parks    |
| Strecke · Bahnhof | 0,0                  | Parkbahnhof           | Parkbahnhof           |
| Strecke nach links · Strecke nach rechts | 1,9                  | Durchlass Wasserlauf  | Durchlass Wasserlauf  |

Koordinaten: 48° 48′ 22,1″ N, 9° 10′ 0,4″ O
Die Killesbergbahn (auch Parkeisenbahn Killesberg) ist eine seit der Reichsgartenschau 1939 im Stuttgarter Höhenpark Killesberg verkehrende Parkeisenbahn beziehungsweise Liliputbahn. Sie ist die älteste der drei bis heute bestehenden Liliputbahnen in Deutschland und die steilste überhaupt. Die früher oft gebrauchte Bezeichnung Kleinbahn ist veraltet, zumal sie nicht zum Typus der Killesbergbahn passt. 

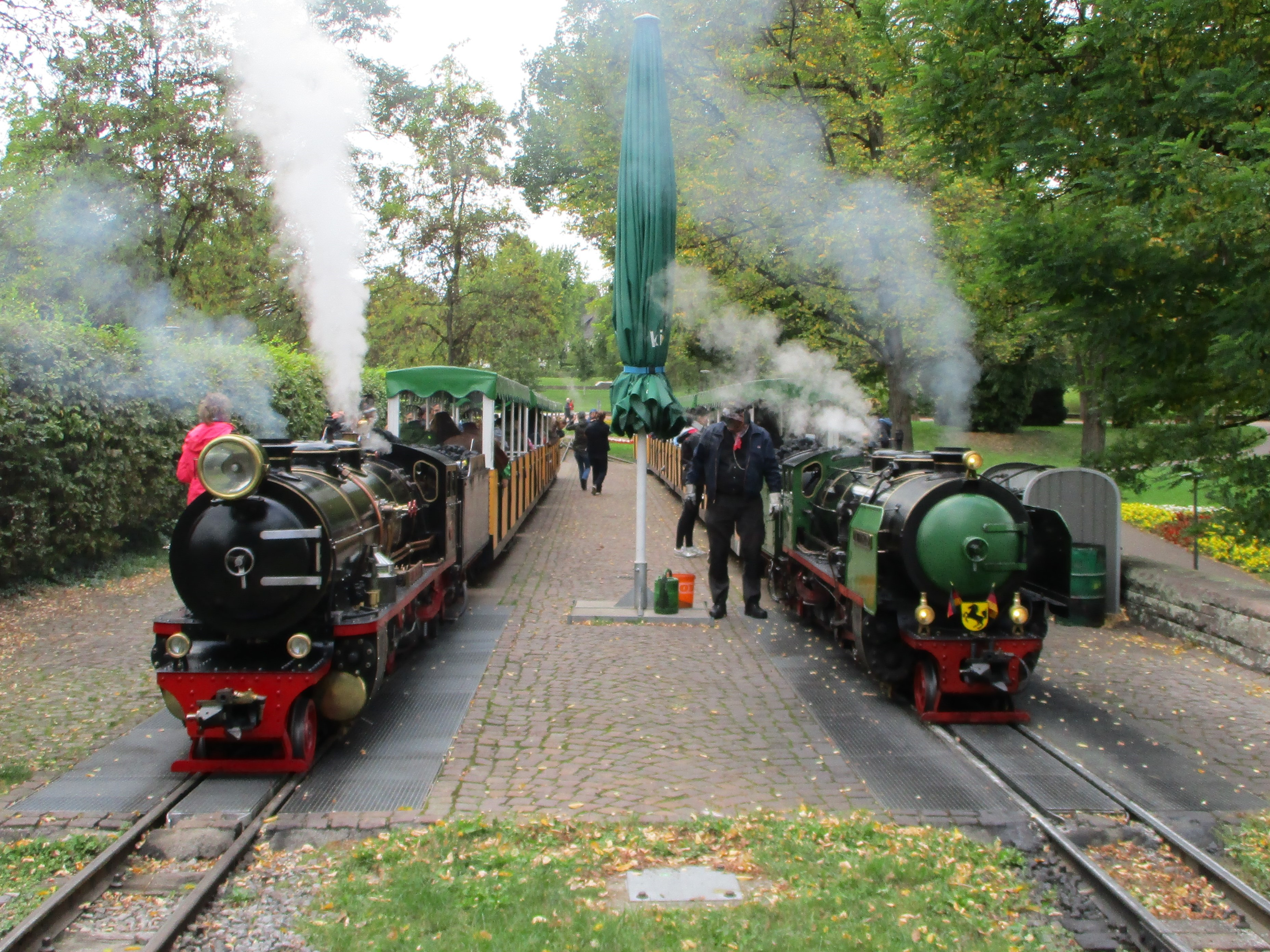
Die Dampfloks „Santa Maria“ und „Tazzelwurm“ am Parkbahnhof (2016)

Die von den Stuttgarter Straßenbahnen AG (SSB) betriebene Parkbahn fährt auf einem 2,1 Kilometer langen Rundkurs und besitzt eine Spurweite von 15 britischen Zoll (381 Millimeter). Der Fuhrpark der Killesbergbahn besteht aus den zwei Dampflokomotiven „Tazzelwurm“ und „Springerle“, beschafft und gefertigt im Jahr 1950, der 2014 beschafften Dampflok „Santa Maria“ aus dem Jahr 1929 und den zwei Dieselloks „Blitzschwoab“ aus 1950 und „Schwoabapfeil“ aus 1992. Die Killesbergbahn fährt während der Sommermonate täglich, die Dampflokomotiven kommen allerdings nur an Sonn- und Feiertagen zum Einsatz. Jedes Jahr fahren rund 120.000 Fahrgäste und mehr, verteilt auf 2000 Fahrten mit der Bahn.

## Geschichte

### Vorgeschichte und Vorläufer
Bereits vor der Killesbergbahn gab es Vergnügungsbahnen gleicher Spurweite im so genannten Affenparadies, einem Kleinzoo auf dem Killesberg. Die sogenannte Affenparkbahn lag 1928 bis 1932 zwischen den heutigen Straßen Am Kochenhof und Landenbergerstraße, südöstlich des heutigen Höhenparks.

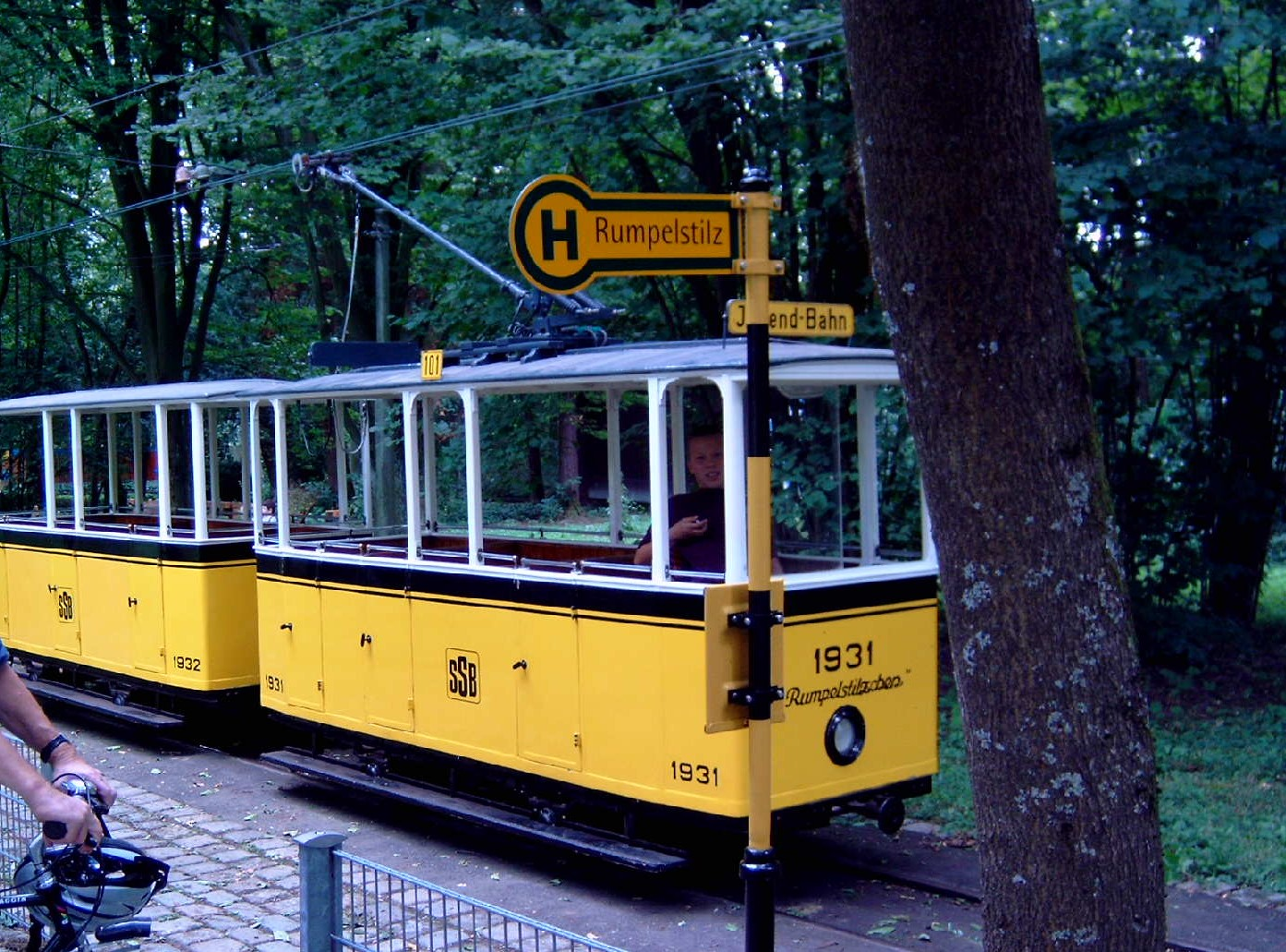
Das 1932 bis 1937 hier verkehrende „Rumpelstilzchen“ an seinem späteren Einsatzort

Zu Beginn der 1930er-Jahre handelte es sich beim Gelände des heutigen Killesbergparks um ein ausgedehntes ehemaliges Steinbruchgelände, das teils zur selbstständigen Gemeinde Feuerbach gehörte. In und neben den aufgelassenen Steinbrüchen richteten verschiedene Vereine ihre Waldheime ein, unter anderem der Waldheimverein der Mitarbeiter der Stuttgarter Straßenbahnen AG. Ab 1932 verkehrte auf dessen Grundstück, im Bereich des heutigen „Akazienwäldchens“ (zwischen Parkbahnhof und Perkins Park), schon die Kinderstraßenbahn der Stuttgarter Straßenbahnen AG.
Im Blick auf die geplante Reichsgartenschau 1939, wofür das Killesberg-Gelände zum Park umgebaut werden sollte, kündigten die Nationalsozialisten den teils freidenkerisch eingerichteten Waldheimvereinen ihre Pachtflächen. Erst die Eingemeindung von Feuerbach hatte die zusammenhängende planerische Fläche auf dem Killesberg ergeben. So musste das Straßenbahnerwaldheim und die Kinderstraßenbahn 1937 dem Neubau des Reichsgartenschaugeländes weichen und zog auf die Waldau in Degerloch, wo sie 1950 wieder eröffnet wurde.

### Weitere Entwicklung und Betreiberwechsel
Die heutige Killesbergbahn verdankt ihre Entstehung der Reichsgartenschau 1939, denn wie seit Mitte der 1920er-Jahre auf den unterschiedlichsten Messen und Ausstellungen in Deutschland üblich, entschied man sich auch in diesem Fall für eine Kleinbahn mit 381 mm Spurweite zur Beförderung der Ausstellungsbesucher im zum Teil bergigen Gelände des Killesbergs. Zur Reichsgartenschau fuhr dann also zum ersten Mal eine klassische Parkbahn auf dem Killesberg auf der unten angeführten Strecke. Der formale Betreiber aus dem Gartenschaujahr ist nicht bekannt. Der Zweite Weltkrieg unterbrach noch vor dem geplanten Ende der Gartenschau den Fahrbetrieb. Allerdings sollen zu vereinzelten Veranstaltungen auf dem Killesberg etwa im Sommer 1941, die vor allem für kriegsverletzte, genesende Soldaten abgehalten wurden, nochmals Fahrten stattgefunden haben.
Dass die Strecke 1939 nach Ende der Gartenschau nicht abgebaut wurde (und bis heute existiert), war ein Zufall in Folge des Krieges. Dieser verhinderte auf Grund des fehlenden Personals nämlich den Abbau der Gleisanlagen nach Ausstellungsende. Schon 1947 wurde die Killesbergbahn behelfsmäßig wieder in Betrieb genommen. Gleise und Teile des Wagenparks waren noch vorhanden. 1950 zur neuerlichen Deutschen Gartenschau 1950 wurde die Killesbergbahn offiziell von der Stuttgarter Ausstellungsgesellschaft – einer Tochter der Stadt – übernommen.
Betrieben wurde die Bahn später von der Stuttgarter Messegesellschaft der hier ansässigen Messe Stuttgart. Zusammen mit den Plänen für einen Wegzug der Messe vom Standort Killesberg, sah man bei der Messegesellschaft nach dem letzten großen Einsatz der Bahn zur IGA 1993 auch vor, die Strecke stillzulegen und die Fahrzeuge zu verkaufen. Daraufhin richtete sich 1994 ein Förderverein („Freunde und Förderer der Killesbergbahn e. V.“) für den Erhalt der Bahn ein, der unter anderem 1996 die Unterschutzstellung der Bahn als technisches Denkmal erreichte. Ab 2007 war die Stadt Stuttgart in Gestalt des städtischen Gartenbauamtes zuständig. 2011 übernahm die Stuttgarter Straßenbahnen AG die Betriebsführung der Killesbergbahn, die Gleisanlagen liegen weiterhin im Eigentum der Stadt Stuttgart.
Am 2. April 2024 entgleisten gegen 14 Uhr die Wagen der Killesbergbahn, während die Dampflokomotive selbst in der Spur blieb. Der Betrieb konnte am Folgetag wieder aufgenommen werden.

## Strecke

Streckenverlauf

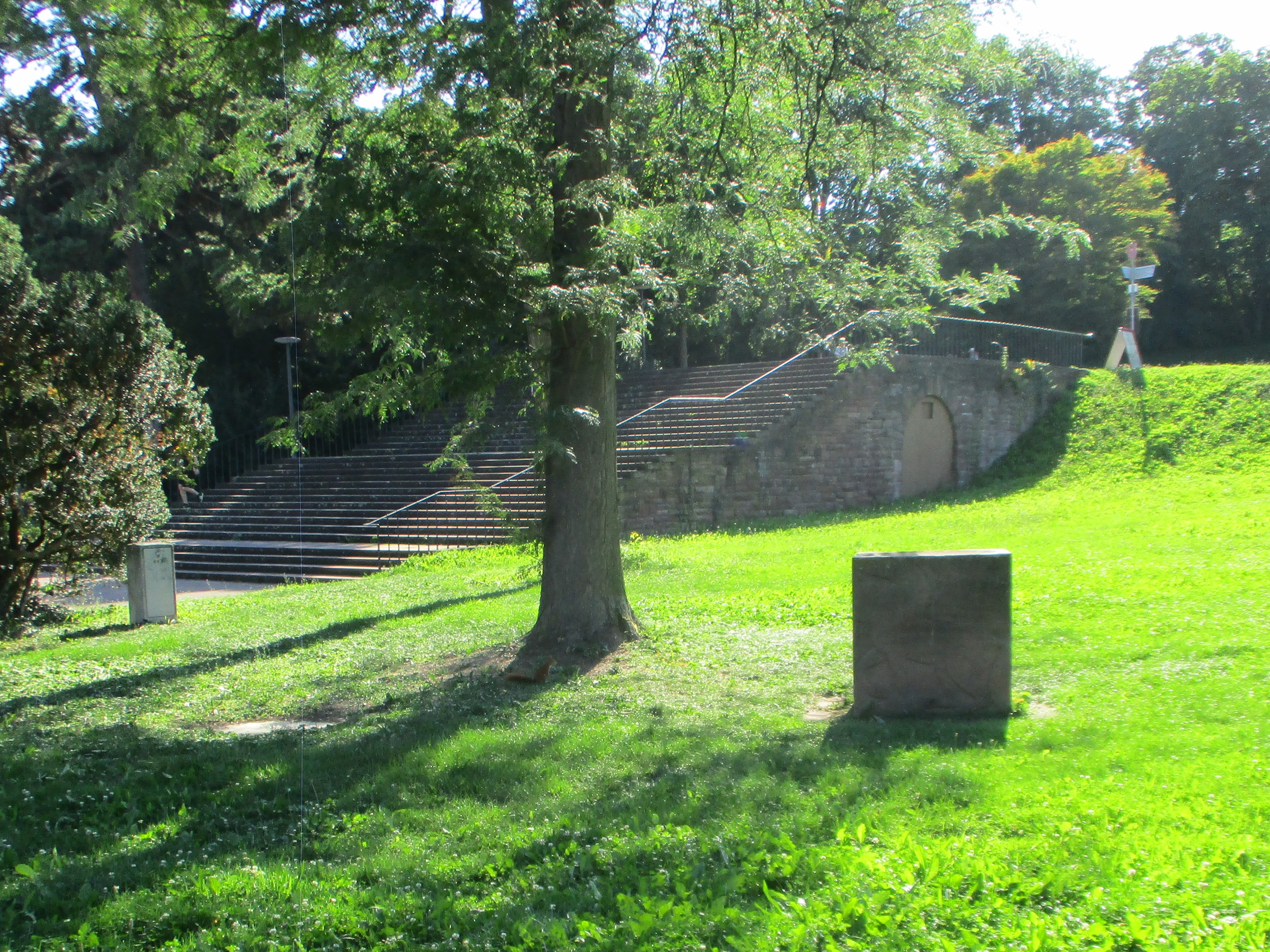
Die Sarottitreppe mit dem unten rechts erkennbaren ehemaligen Tunnel

Die schon immer ringförmige Streckenführung reichte ursprünglich zur Zeit der Reichsgartenschau bis gegen den südwestlichen Haupteingang an der Straße Am Kräherwald und besaß einen kurzen künstlichen Tunnel unter der so genannten Sarottitreppe am Eingang von der Thomastraße. Sie soll 3,5 Kilometer lang gewesen sein.
Zeitweise, möglicherweise schon 1939, jedenfalls vor 1960, war die Strecke mit automatischer Signalanlage und Blockstellenabschnitten für den gleichzeitigen sicheren Einsatz von zwei Zügen ausgerüstet.
Anlässlich des Baus der damaligen Messehallen ab Mitte der 1950er-Jahre wurde die Strecke schließlich verlegt und auf 2,1 Kilometer verkürzt sowie gegen die Stresemannstraße verschwenkt. Der oben genannte Tunnel besteht noch heute, wird aber nicht mehr benutzt, da die alte Streckenführung nach den Änderungen der Strecke an dieser Stelle nicht mehr möglich war. Heute befinden sich in dem alten Tunnel das Elektrizitäts- und Wassermanagement für den Höhenpark Killesberg.
Die sehr bogenreiche Strecke aus Schienen vom Profil S 18 wird nur entgegen dem Uhrzeigersinn befahren. Sie ist die steilste aller Liliputbahnen überhaupt, da bergwärts eine Steigung von bis zu 4,3 Prozent, talwärts ein Gefälle von sogar 5,8 Prozent bewältigt werden muss. Damit ist sie auch die steilste eisenbahnartige und im Reibungsbetrieb befahrene öffentliche Bahn in Baden-Württemberg. Sie bewältigt einen Höhenunterschied von rund 60 Metern. Die gesamte Gleislänge mit neun Weichen und den Gleisen im Depot beträgt knapp 2,3 Kilometer.
In den 1990er-Jahren bestand der Parkbahnhof aus Einsparungsgründen für einige Zeit nur aus einem Gleis. Inzwischen gibt es wieder zwei Gleise, so dass bei großem Andrang ein Zug sofort abfahren kann, nachdem der zweite auf dem Nachbargleis eingetroffen ist.

## Betrieb

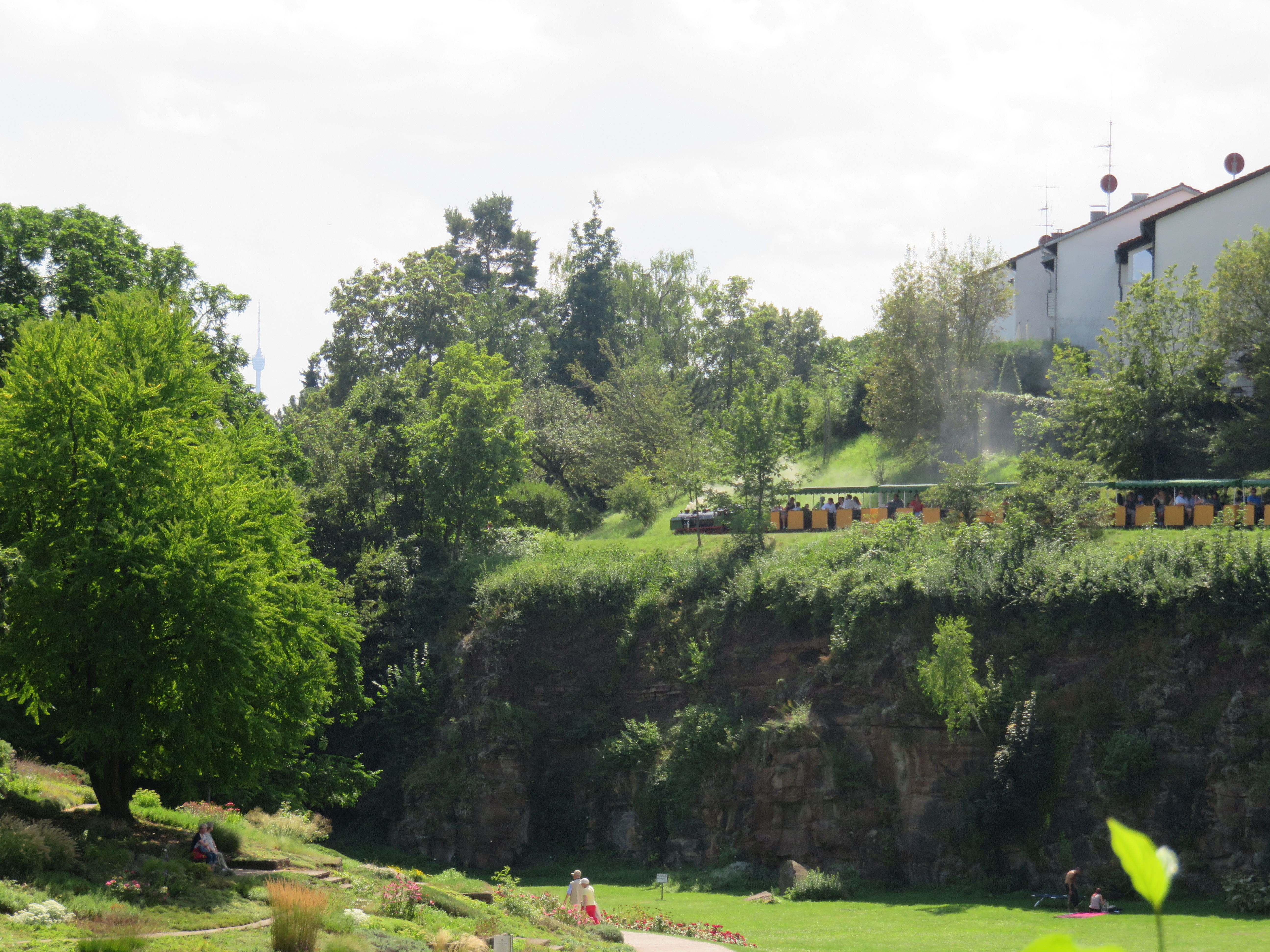
Ein Zug der Killesbergbahn oberhalb des Tals der Rosen

### Betriebszeit und Fahrpreise
Der Fahrbetrieb findet jährlich von Ostern bis Anfang November statt. Der Fahrpreis beträgt 3 Euro für Erwachsene (ermäßigt 2,50 Euro) und 1,50 Euro für Kinder von 3 bis 6 Jahren.
Werktags und bei weniger günstigem Wetter wird mit Diesel gefahren, sonn- und feiertags bei trockenem Wetter mit Dampf. Wenn es stark regnet, findet mangels Publikum gar kein Betrieb statt.

### Haltestationen

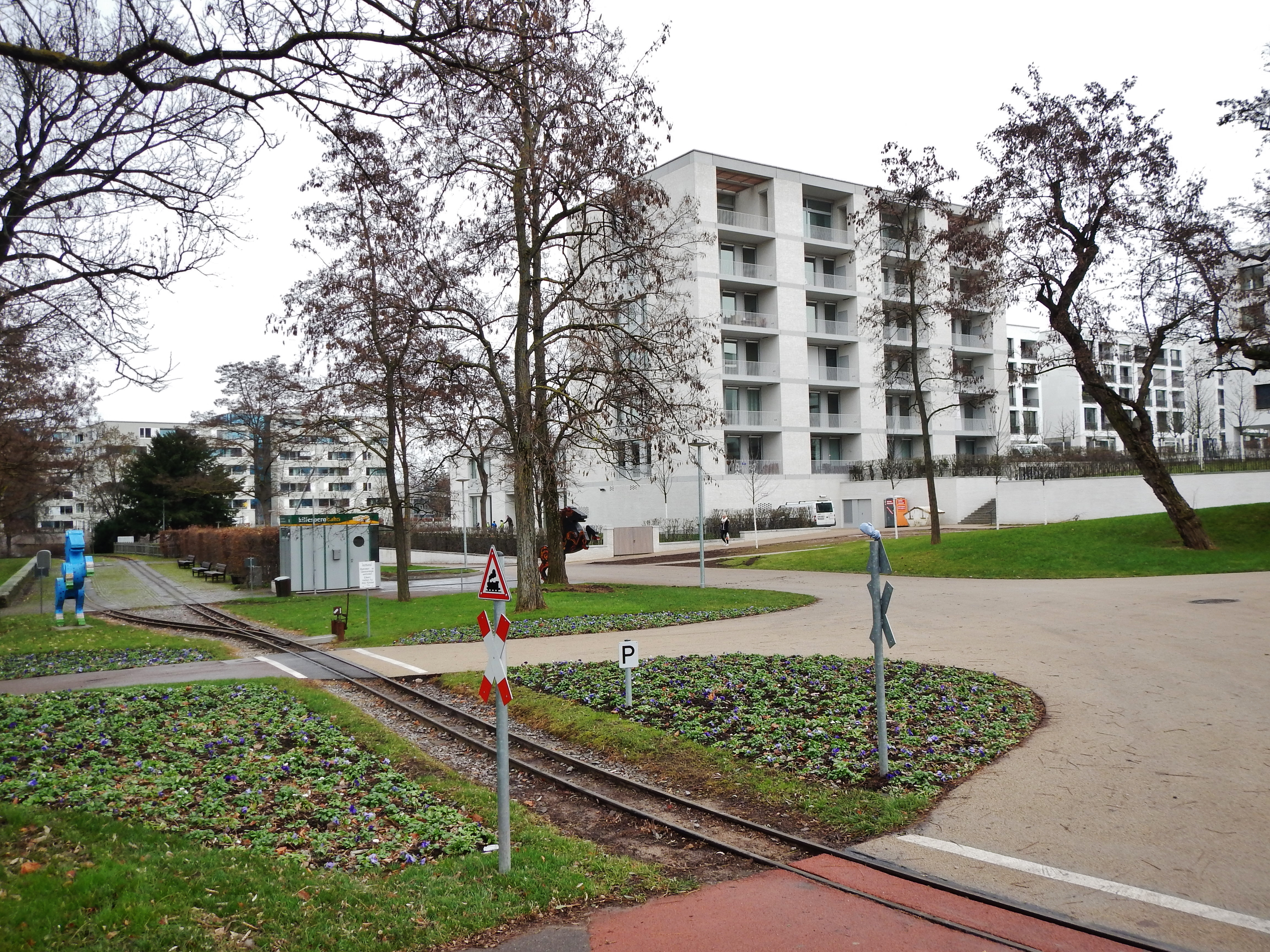
Links der Parkbahnhof mit dem Tickethäuschen

Reguläre Abfahrts- und Ankunftsstelle ist der Parkbahnhof nahe der Stresemannstraße und der Killesberghöhe in der Südostecke des Parks.
Zu Beginn der Saison 2009 wurde versuchsweise ein zusätzlicher Haltepunkt in der Nähe des Spielplatzes in der Nordwestecke des Parks eingerichtet. Dort konnte man aussteigen und mit gültiger Fahrkarte zusteigen, der Kauf von Fahrkarten war an diesem Haltepunkt allerdings nicht möglich. Aus diesem Grund konnten, da sich durch den zusätzlichen Halt die Umlaufzeit eines Zuges verlängerte, allerdings auch weniger Kurse pro Tag gefahren und somit weniger Fahrkarten verkauft werden, was sich bereits nach kurzer Zeit im wirtschaftlichen Ergebnis der Bahn niederschlug. Des Weiteren führte die Regelung, die Züge bereits am Parkbahnhof voll zu besetzen, bei Fahrgästen zu Verdruss, die am Spielplatz mit vorher gelöster Karte zusteigen wollten, aber bereits einen voll besetzten Zug vorfanden. Daher wurde der Versuch Anfang Juni 2009 für gescheitert erklärt und abgebrochen.
Zu besonderen Anlässen werden trotzdem weiterhin zusätzliche Halte eingerichtet (siehe auch Veranstaltungen).

### Betriebsweise

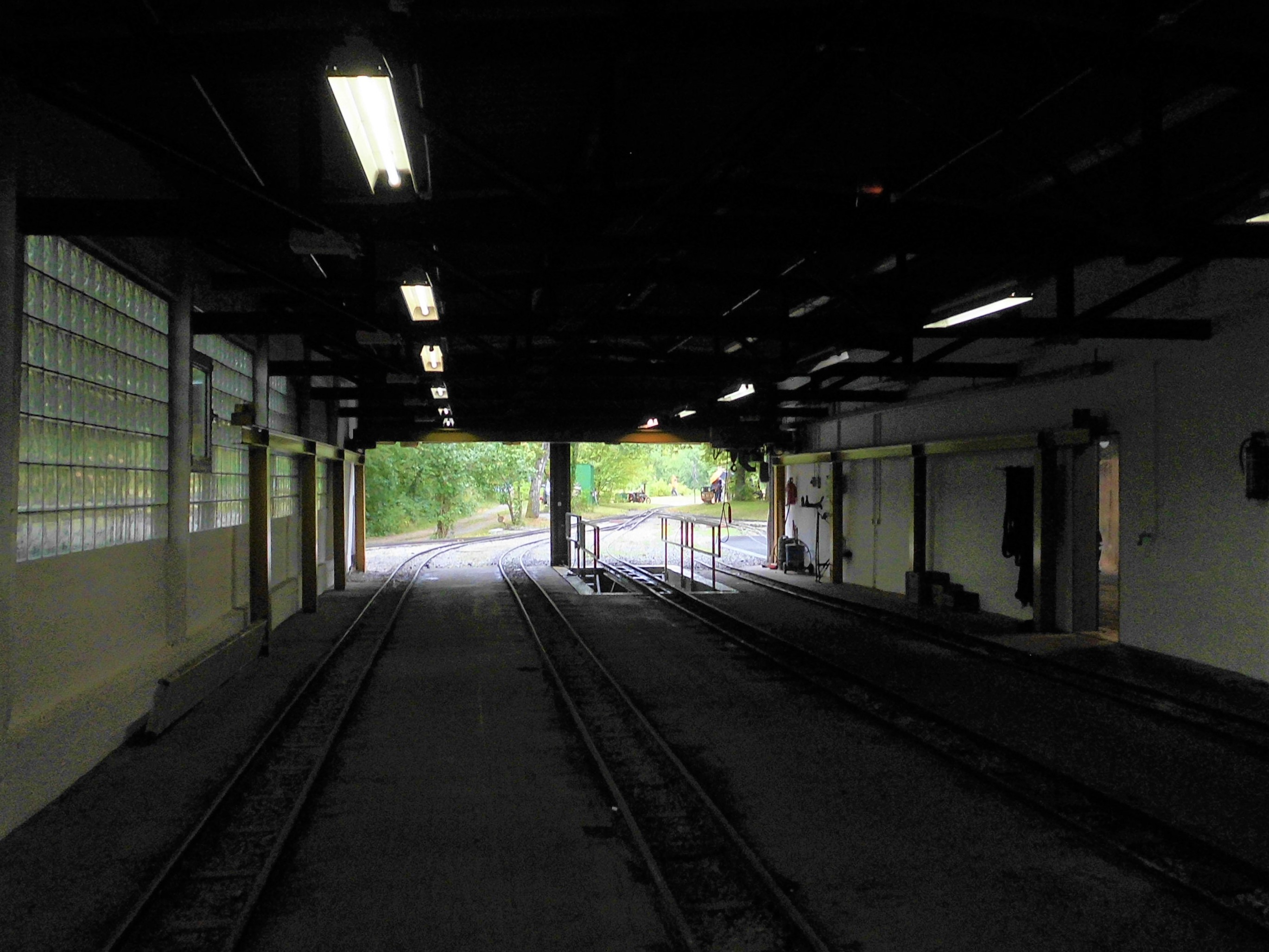
Der Abstellteil des Depots

Die Lokomotiven werden im Ein-Mann-Betrieb gefahren und geheizt. Die Lokomotivführer müssen eine Prüfung nach dem Landesgesetz über Vergnügungsbahnen ablegen. Sowohl die Wasser- und Dampfhaltung im Kessel auf der steilen Strecke als auch das Bremsen sind so anspruchsvoll wie auf keiner anderen derartigen Strecke, zumal Steigung und enge Bögen gleichzeitig den Rollwiderstand des Zuges erhöhen. Zu einem hauptamtlichen Lokführer kommen etliche Teilzeitkräfte, darunter auch weitere Lokführer, die sonst bei der Deutschen Bahn AG oder Privatbahnen Dienst tun, sowie Mitarbeiter der SSB aus deren Fahrzeugwerkstätten. Außerdem fährt auf jedem Zug hinten ein Schaffner mit, der die Fahrgäste im Blick behält. Dazu gibt es einen Fahrkartenverkäufer im Verkaufshäuschen am Parkbahnhof. Bei starkem Andrang an Wochenenden werden zwei Züge eingesetzt.
Die Wagen besitzen Luftdruckbremsen mit automatischer Sicherheitswirkung nach dem System, wie es auch für reguläre Eisenbahnen vorgeschrieben ist. Die Züge sind besetzt etwa 20 Tonnen schwer. Eine Lok leistet etwa 22 Kilowatt (indizierte Leistung) und es wird mit knapp 15 km/h gefahren.
Sämtliche Fahrzeuge werden in einem Depot nahe dem Scheitelpunkt der Strecke an der Lenbachstraße untergebracht. Dort liegt auch die Werkstatt, wo alle laufenden Arbeiten an Loks und Wagen durchgeführt werden. Für umfangreichere Reparaturen und Überholungen steht die SSB-Hauptwerkstatt in Möhringen zur Verfügung. Daneben nutzt die Killesbergbahn das Dampflokwerk Meiningen der Deutschen Bahn zur Aufarbeitung diverser Baugruppen, die nicht in der eigenen Werkstatt oder der SSB-Hauptwerkstatt ausgeführt werden können.

### Rechtlicher Hintergrund
Die Killesbergbahn ist als Vergnügungsbahn im Sinne des Landesseilbahngesetzes von Baden-Württemberg eingestuft. Technisch lehnt sich die Betriebsgestaltung der Stuttgarter Bahn heute an die Bau- und Betriebsordnung für Pioniereisenbahnen (BOP) der ehemaligen DDR an, historisch bedingt jedoch mit manchen technischen Abweichungen. Den Betriebsleiter stellt die SSB AG.

### Veranstaltungen
Seit Anfang der 2010er-Jahre findet jedes Jahr, zumeist an einem Wochenende Anfang Juli ein „Dampflokfest“ mit Betrieb aller drei Dampflokomotiven statt. Dort wird ein umfangreiches Rahmenprogramm zum Thema Dampfmaschinen angeboten und die Züge halten zusätzlich am Höhenweg in der Nähe des Lokschuppens. Außerdem gibt es regelmäßig eine „Werkstatthocketse“ mit einem Tag der offenen Tür und Führerstandsmitfahrten. Zu verschiedenen Anlässen werden zudem Sonderfahrten veranstaltet, wie etwa zur Saisoneröffnung, „Laternenfahrten“ im Herbst, der „Häsle-Express“ zur Ostereiersuche, der „Dahlien-Express“ im Frühherbst oder „Nikolausfahrten“ in der Vorweihnachtszeit.

## Fahrzeuge

### Vorgängerlokomotiven und Wagen

Kinderfahrschein der Killesbergbahn

Zur Eröffnung im Rahmen der Reichsgartenschau 1939 fuhren zwei geliehene Dampflokomotiven vom Typ Martens’sche Einheitsliliputlok der Baumaschinen-Verleihfirma Brangsch (später: VEB Baumechanik Engelsdorf) aus Leipzig auf der Killesbergbahn. Die 14 überdachten Personenwagen wurden in den Jahren von 1937 bis 1938 von der Waggonfabrik Görlitz gebaut, wobei die geschlossenen als erste Wagenklasse und die offenen als zweite Wagenklasse galten. Diese sind heute noch in Stuttgart im Einsatz, jedoch existieren keine geschlossenen Wagen mehr, womit auch die tarifliche Unterscheidung entfiel. Im Jahr 2000 wurde außerdem ein Personenwagen mit Einrichtungen zur Mitfahrt von Rollstuhlfahrern versehen.
Die Firma Brangsch versah gewerbsmäßig den Betrieb solcher Bahnen auf Ausstellungen und Messen im Auftrag der jeweiligen örtlichen Veranstalter, wie dies seit den 1920er-Jahren üblich war. Die Fahrzeuge wurden also vom Typ her nicht gezielt für Stuttgart gebaut und gehörten auch nicht der Stadt Stuttgart.
Die Dampflokomotiven wurden um 1942, nachdem der Betrieb bereits mit Kriegsbeginn 1939 beendet worden war, vertragsgemäß nach Leipzig zurückgegeben. Von dort wurden die Lokomotiven zum Beispiel an die Liliputbahn Prater in Wien verkauft oder gelangten, nach der Auslagerung, zur Parkeisenbahn Dresden oder Leipziger Parkeisenbahn Auensee. Der Rücktransport der Wagen hingegen zum Leipziger Eigentümer war 1939/40 nicht kriegswichtig und unterblieb deshalb. Diese Lokomotiven existieren bis heute im Fuhrpark der Bahnen in Leipzig und Dresden. Da die frühere Eigentümerfirma wohl aus werbetechnischen Gründen die Betriebsnummern öfter wechselte beziehungsweise jeweils bei 1 beginnen ließ und es für Außenstehende keine individuelle Unterscheidungsmöglichkeit der Maschinen gab, lässt sich heute nicht mehr feststellen, welches genau die ursprünglichen Lokomotiven aus Stuttgart sind.
Weil die 1939 eingesetzten Lokomotiven in der damaligen Sowjetischen Besatzungszone für eine Verwendung in der Amerikanischen Besatzungszone nicht mehr greifbar waren, behalf man sich in Stuttgart bei der Wiederinbetriebnahme 1947 zunächst mit dem Einsatz der Zweikupplermaschine mit Schlepptender (Schwarzer Otto, Hersteller: Krauss) der vormaligen Affenparkbahn und einem kurzen Zug.

### Heutige Lokomotiven

#### „Tazzelwurm“, „Springerle“ und „Blitzschwoab“

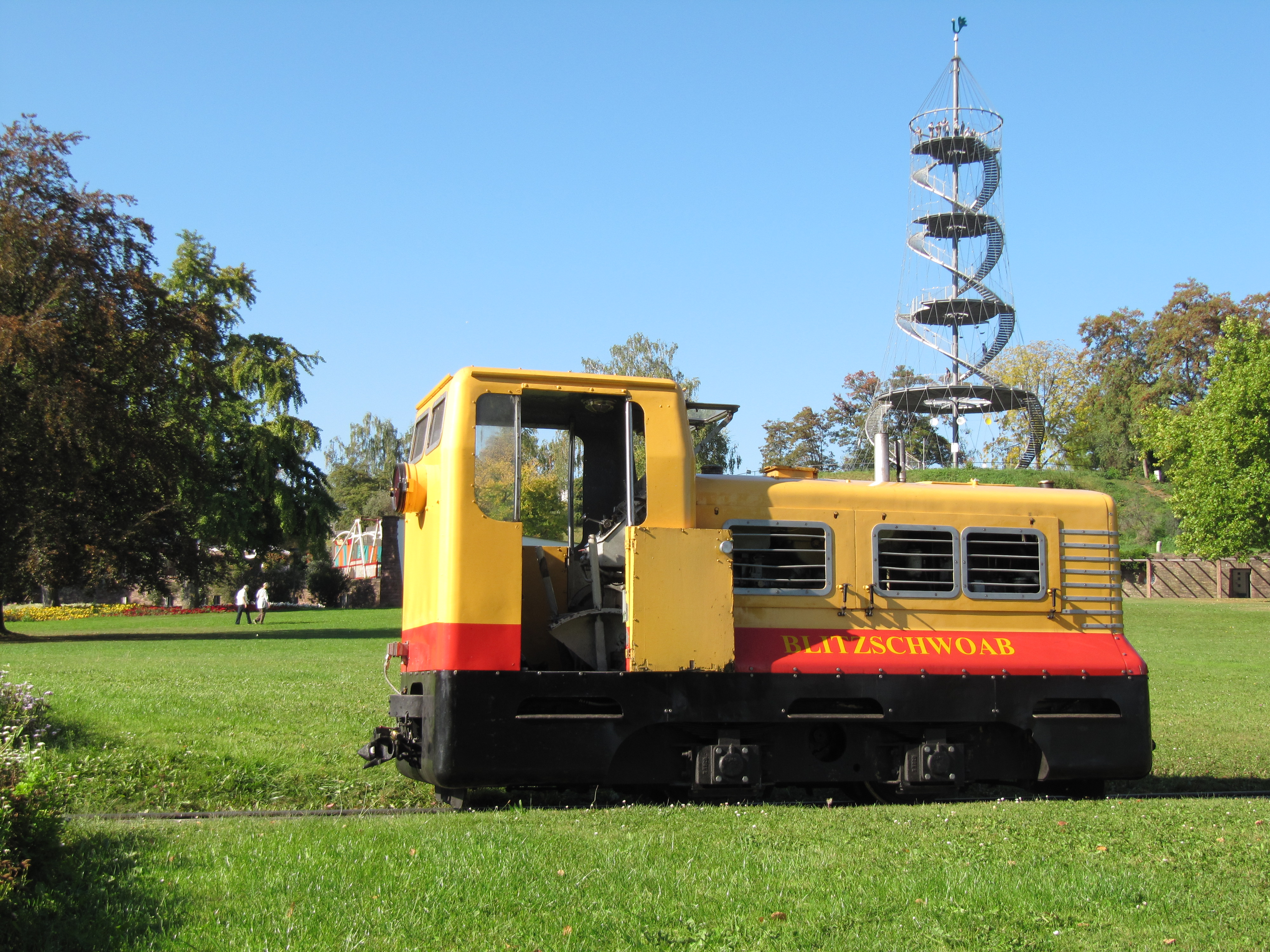
Blick in den „Blitzschwoab“ vor dem Killesbergturm

Der neue Betreiber ließ Anfang 1950 für die Deutsche Gartenschau 1950 nach den bei Krauss-Maffei vorhandenen Plänen zwei 50 PS starke Lokomotiven in gleicher Art wie die Typen von 1939 (Achsfolge 2’C1’; Typ Martens’sche Einheitsliliputlok) nachbauen („Tazzelwurm“ und „Springerle“), die bis heute (wenn man von modellmäßigen Privatfahrzeugen absieht) die letztgebauten Dampfloks der Liliput-Spurweite in Kontinentaleuropa darstellen. Dazu kam noch die Diesellok „Blitzschwoab“ (Achsfolge B) der „Mosbacher Lokfabrik Gmeinder“ als Reserve.
Die Lieferung aller drei Fahrzeuge erfolgte bis zum 30. Juni 1950. Die enorm steile und kurvenreiche Streckenführung in Stuttgart hätte an sich eine Lokomotivtype mit etwas kleineren Treibrädern und anderer Achsfolge erfordert als die vorhandenen Lokomotiven der „Pacific“-Type (Achsformel 2’C1’). Denn diese sind eigentlich Flachlandmaschinen, die somit für die anderen Liliput- und Pionierbahnen in Dresden oder Wien bestens geeignet sind. Doch da auch die Gartenschau in Stuttgart von 1950 nur wie üblich ein Jahr stattfand, wollte man für eine solche kurze Zeit keine andere Loktype konstruieren.
In den 2000er-Jahren wurde die beiden Dampfloks mehrmals auf der Messe „Modellbau Süd“ ausgestellt.

#### „Schwoabapfeil“

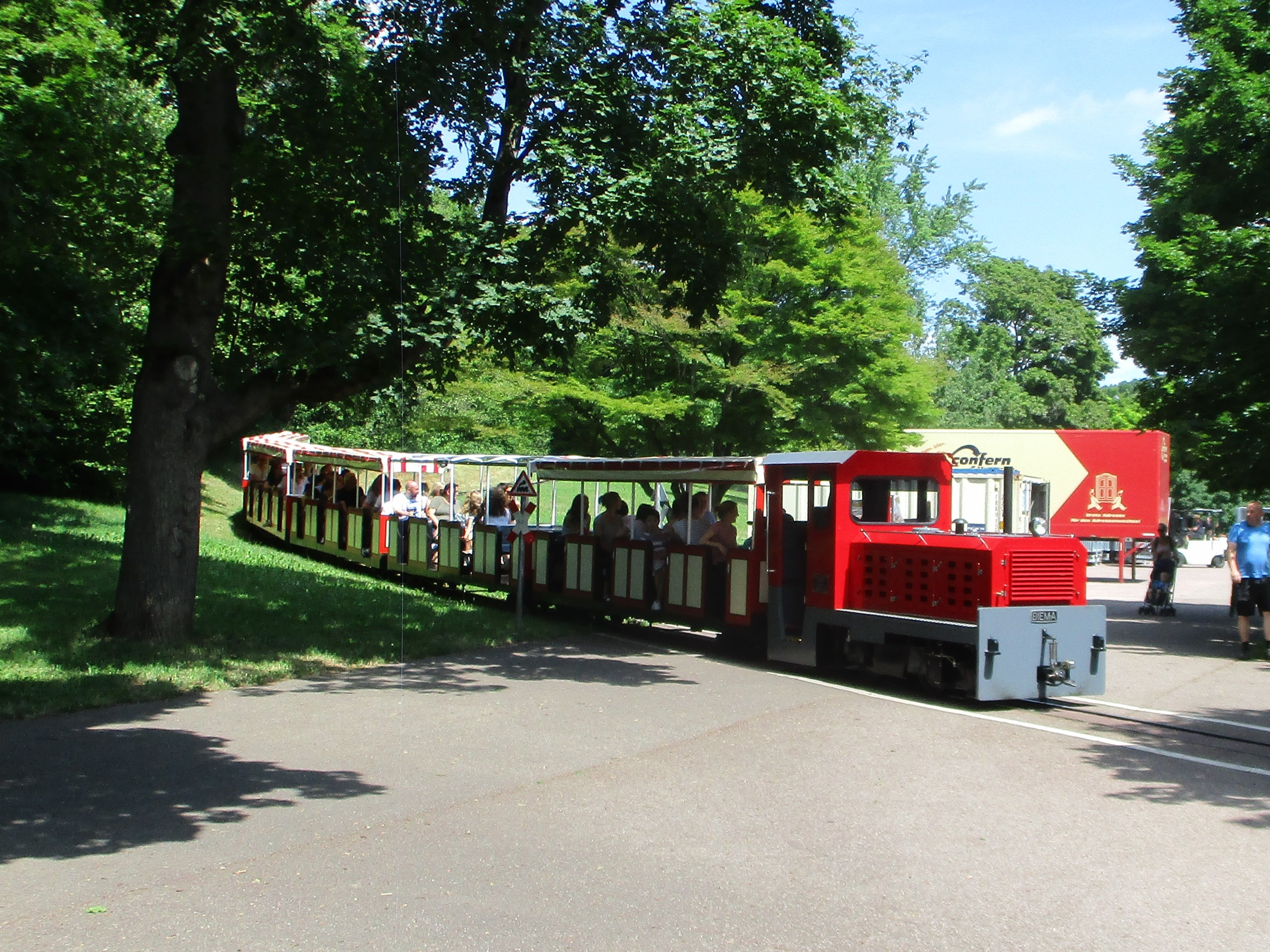
Der „Schwoabapfeil“ und die Wagen nach ihrer Umlackierung

Vor der Internationalen Gartenbauausstellung (IGA) 1993 wurde 1992 als Verstärkung zusätzlich die Diesellok „Schwoabapfeil“, eine DFL 60 von Diema, angeschafft. Diese wurde 2016 instand gesetzt und in Dunkelrot umlackiert. Gleichzeitig wurden auch einige Wagen erneuert und mit der schon früher üblichen beige-roten Farbgebung versehen.

#### „Santa Maria“

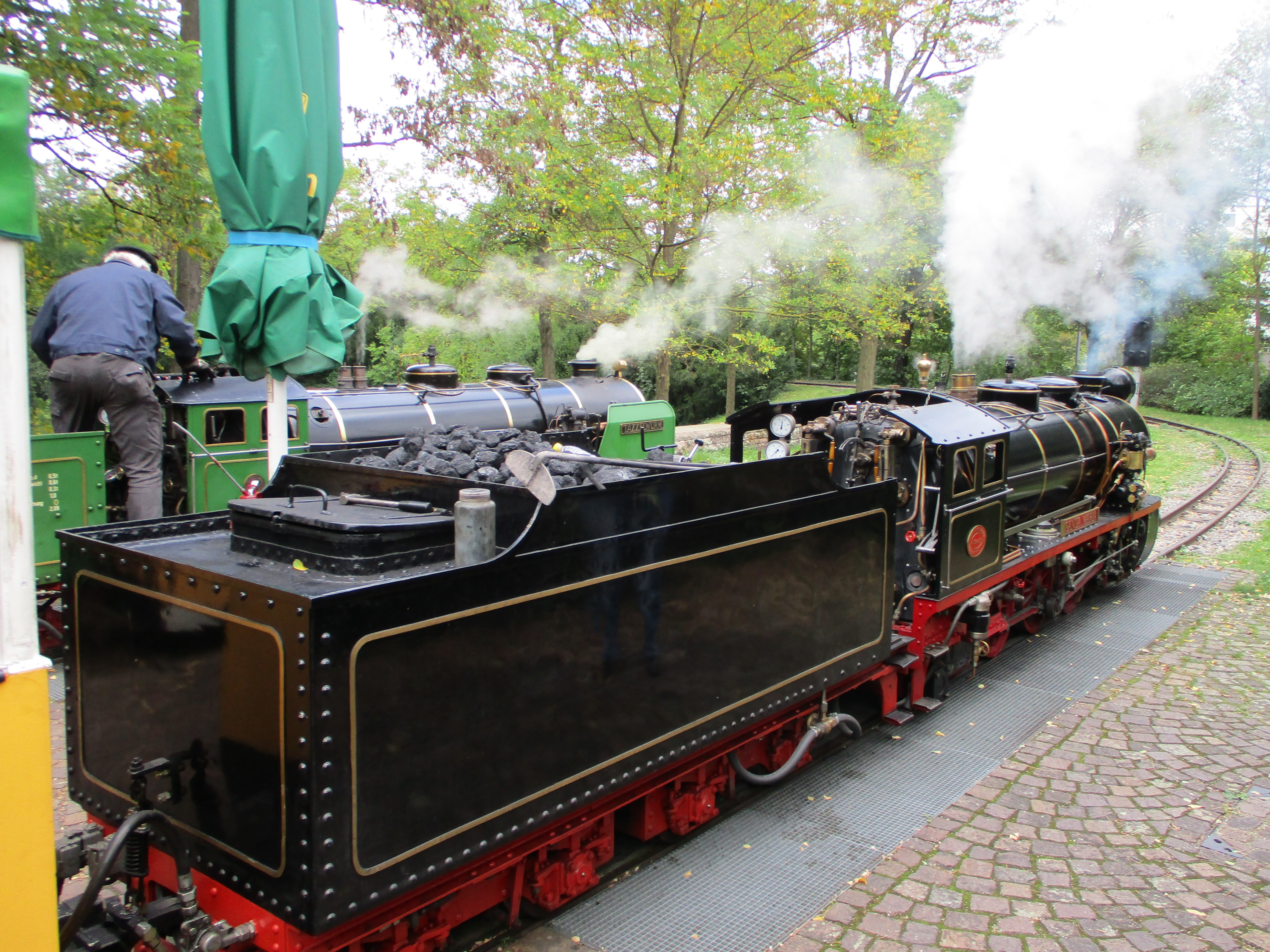
Dampflok „Santa Maria“ (2016)

Im Jahr 2014 wurde eine weitere gleichartige Dampflokomotive in Spanien gekauft und zunächst saniert, so dass seit 2016 insgesamt drei der beliebten Dampflokomotiven zur Verfügung stehen. So sind auch bei Revisionen immer noch zwei für den Betrieb verfügbar, und es ist am Wochenende kein Ersatzbetrieb mit den weniger attraktiven Diesellokomotiven erforderlich.
Diese dritte Dampflok, genannt „Santa Maria“, wurde gemeinsam mit drei weiteren baugleichen Maschinen 1928/29 von Krauss München für die Iberoamerikanische Ausstellung („Exposicion Iberoamericana“) in Sevilla erbaut, alle vier waren somit nur das Halbjahr während dieser Ausstellung in Betrieb. Drei davon wurden damals auf die Namen der Schiffe getauft, mit denen Christoph Kolumbus 1492 Amerika entdeckte, so auch die „Santa Maria“. Innerhalb von Spaniens gingen die vier Maschinen durch verschiedene Hände, zuletzt 2001 an private Sammler bei Barcelona. Im Sommer 2014 erhielt der Förderverein der Killesbergbahn von den Freunden der Parkbahn in Dresden den Tipp, dass die Lok zum Kauf angeboten wird. Nach eingehender Prüfung vor Ort fasst dieser zusammen mit der SSB den Beschluss zum Kauf der Lok mit der Fabriknummer 8455. Am 29. Oktober 2014 erfolgte die Anlieferung der „Santa Maria“.
Diese wurde anschließend einer umfassenden technischen und optischen Aufarbeitung unterzogen und dabei unter anderem an die besonderen Betriebsbedingungen, die auf der bergigen und kurvenreichen Strecke auf dem Killesberg herrschen, angepasst. Von den Vorbesitzern wurden wegen des Erhaltungszustandes die Tender von zwei Maschinen getauscht, so dass Fabriknummer 8455 „Pinta“ den Tender der „Santa Maria“ erhielt und seitdem auch unter diesem Namen geführt wurde. Bei der „Santa Maria“ war und ist es umgekehrt, diese figuriert seither als „Nina“. Die Fabriknummer 8457 alias „Nina“, ehemals „Santa Maria“, ging 2015 von Spanien an die Ravenglass and Eskdale Railway in England. Am 17. April 2016 wurde die „Santa Maria“ nach abgeschlossener Restaurierung bei einem Fest, unterstützt vom Spanischen Generalkonsulat Stuttgart feierlich in den Plandienst übergeben.

#### Übersicht und technische Daten
| Name          | Baujahr | Hersteller       | Fabriknummer | Typ    | Dienstgewicht/t | Leistung/kW | Länge/m | Leistung/PS |
| ------------- | ------- | ---------------- | ------------ | ------ | --------------- | ----------- | ------- | ----------- |
| Tazzelwurm    | 1950    | Krauss-Maffei    | 17674        | Dampf  | 8,1             | 22          | 7,94    | 50          |
| Springerle    | 1950    | Krauss-Maffei    | 17675        | Dampf  | 8,1             | 22          | 7,94    | 50          |
| Blitzschwoab  | 1950    | Gmeinder         | 4610         | Diesel | 6,5             | 25          | 3,73    | 35          |
| Schwoabapfeil | 1992    | Diema            | 5198         | Diesel | 6,5             | 35          | 3,91    | 48          |
| Santa Maria   | 1929    | Krauss (München) | 8455         | Dampf  | 8,8             | 22          | 7,40    | 30          |

#### Galerie

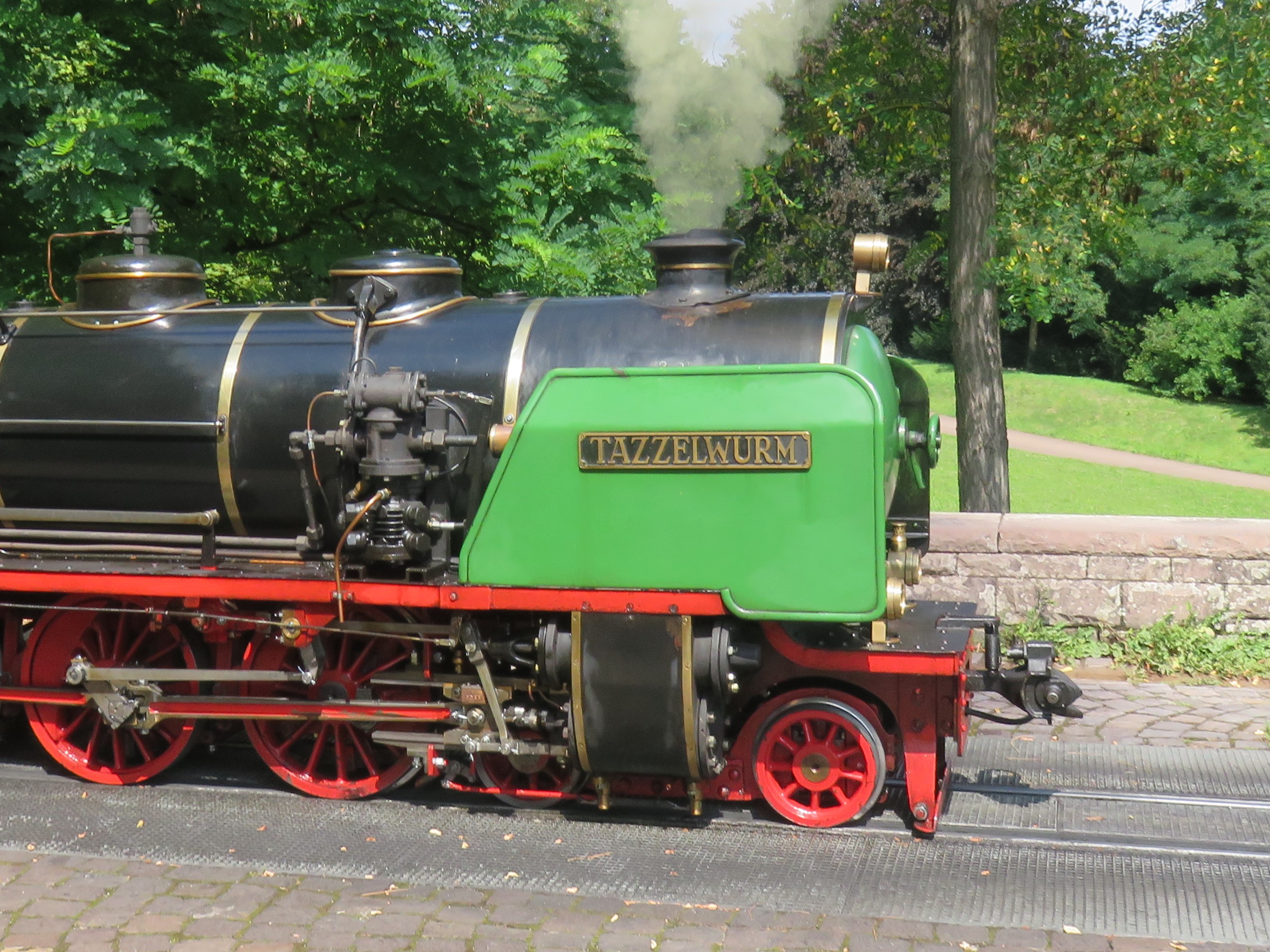
Namensschild „Tazzelwurm“
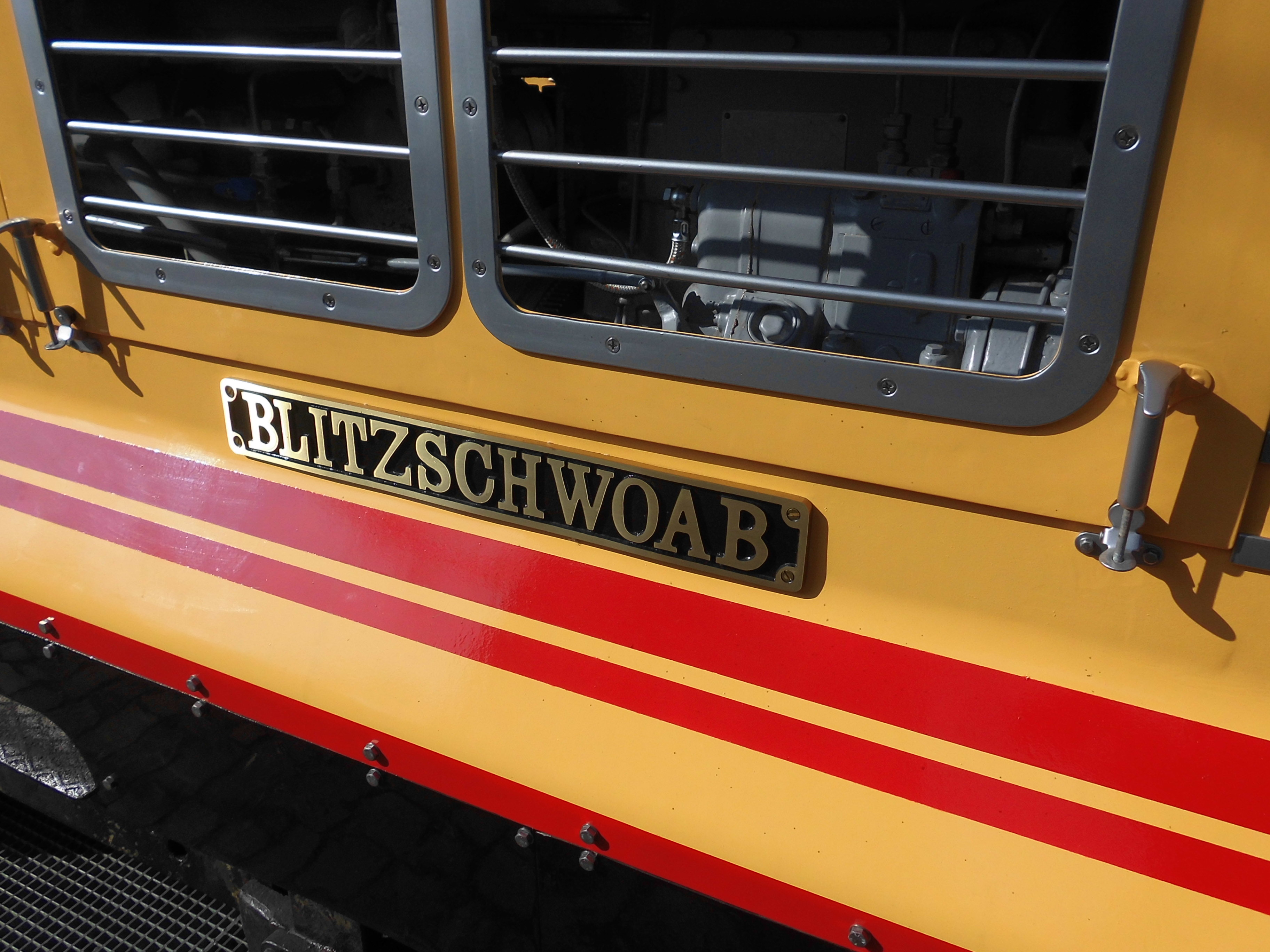
Namensschild „Blitzschwoab“
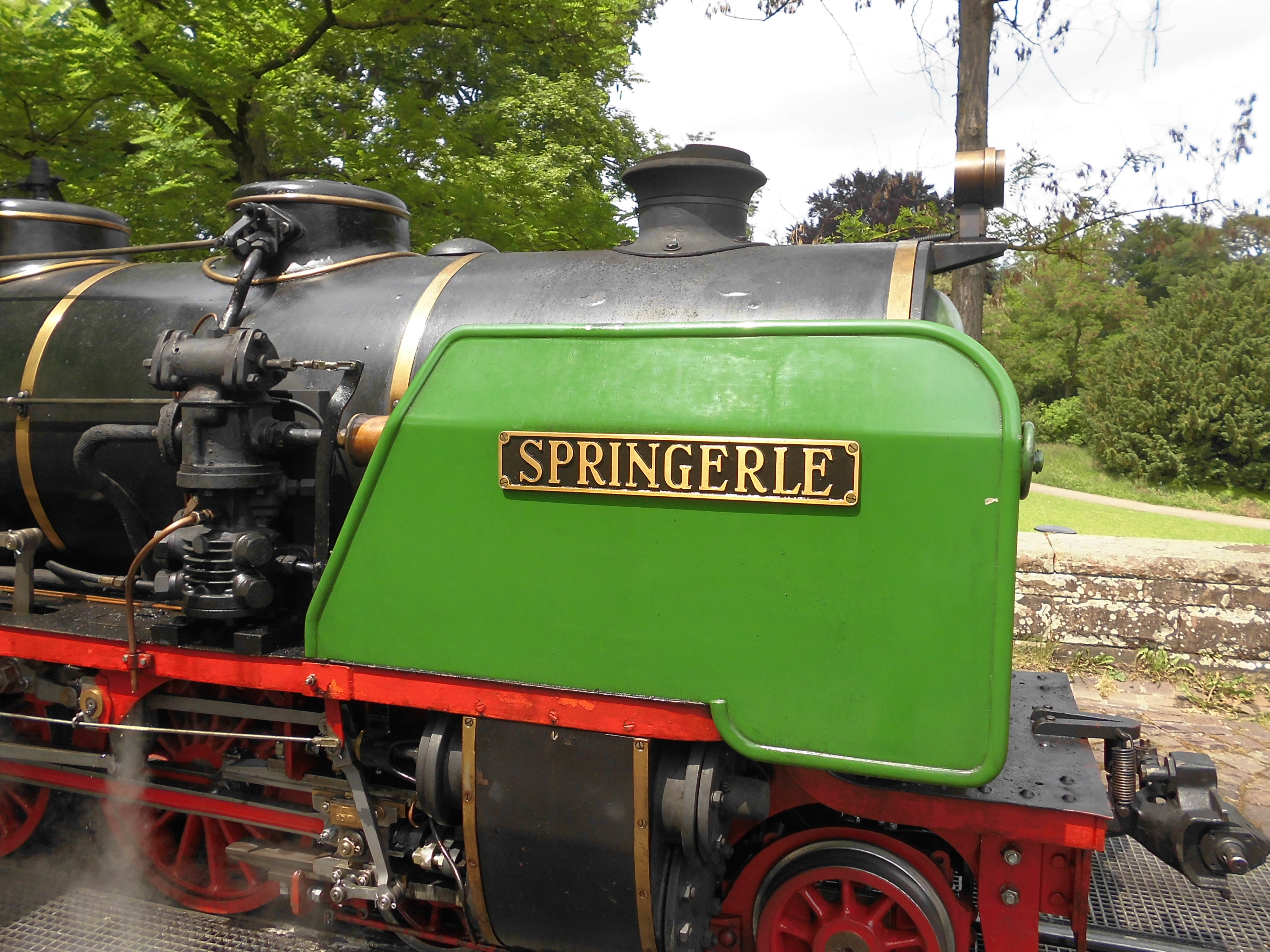
Namensschild „Springerle“
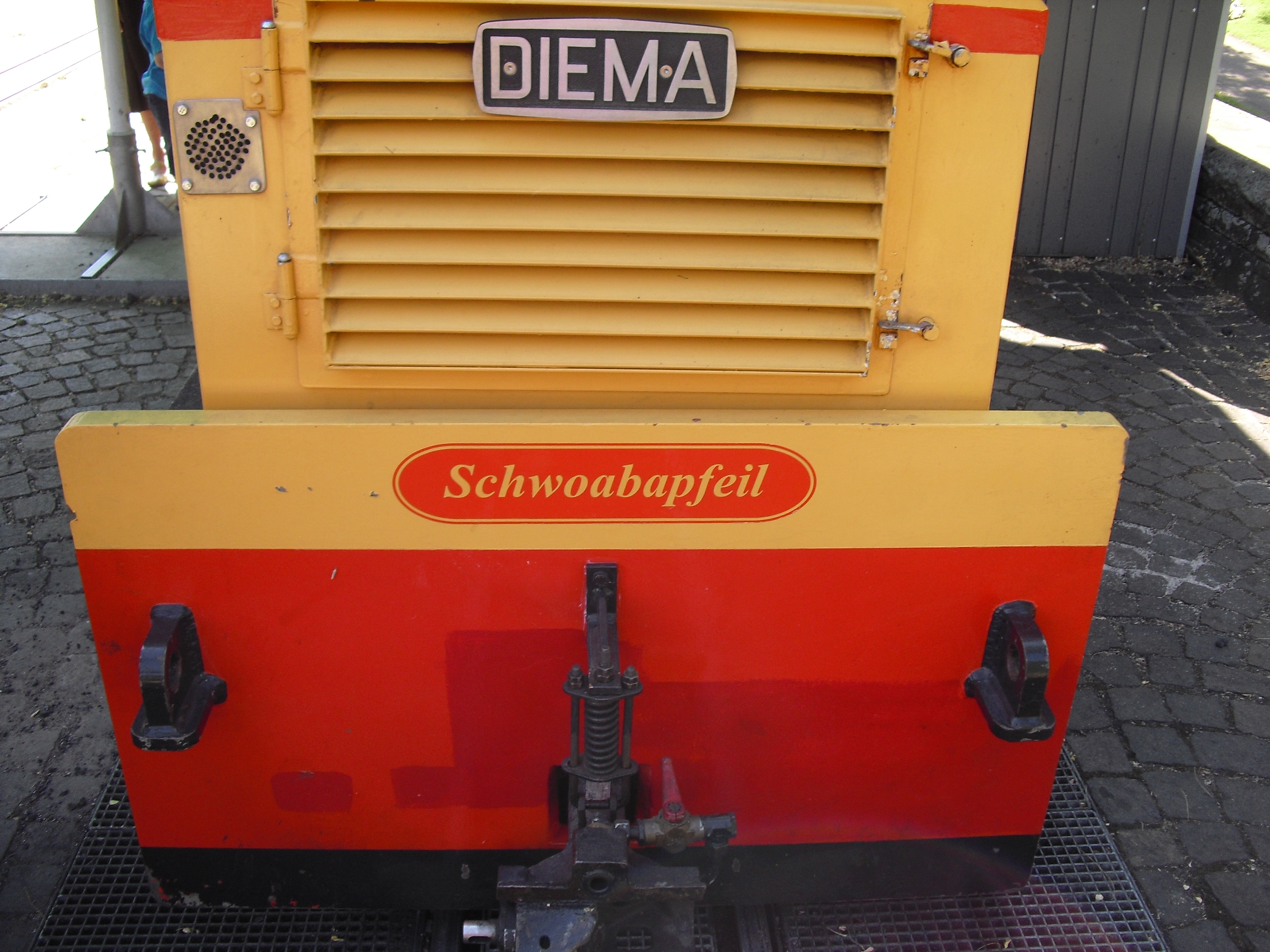
Namensschild „Schwoabapfeil“
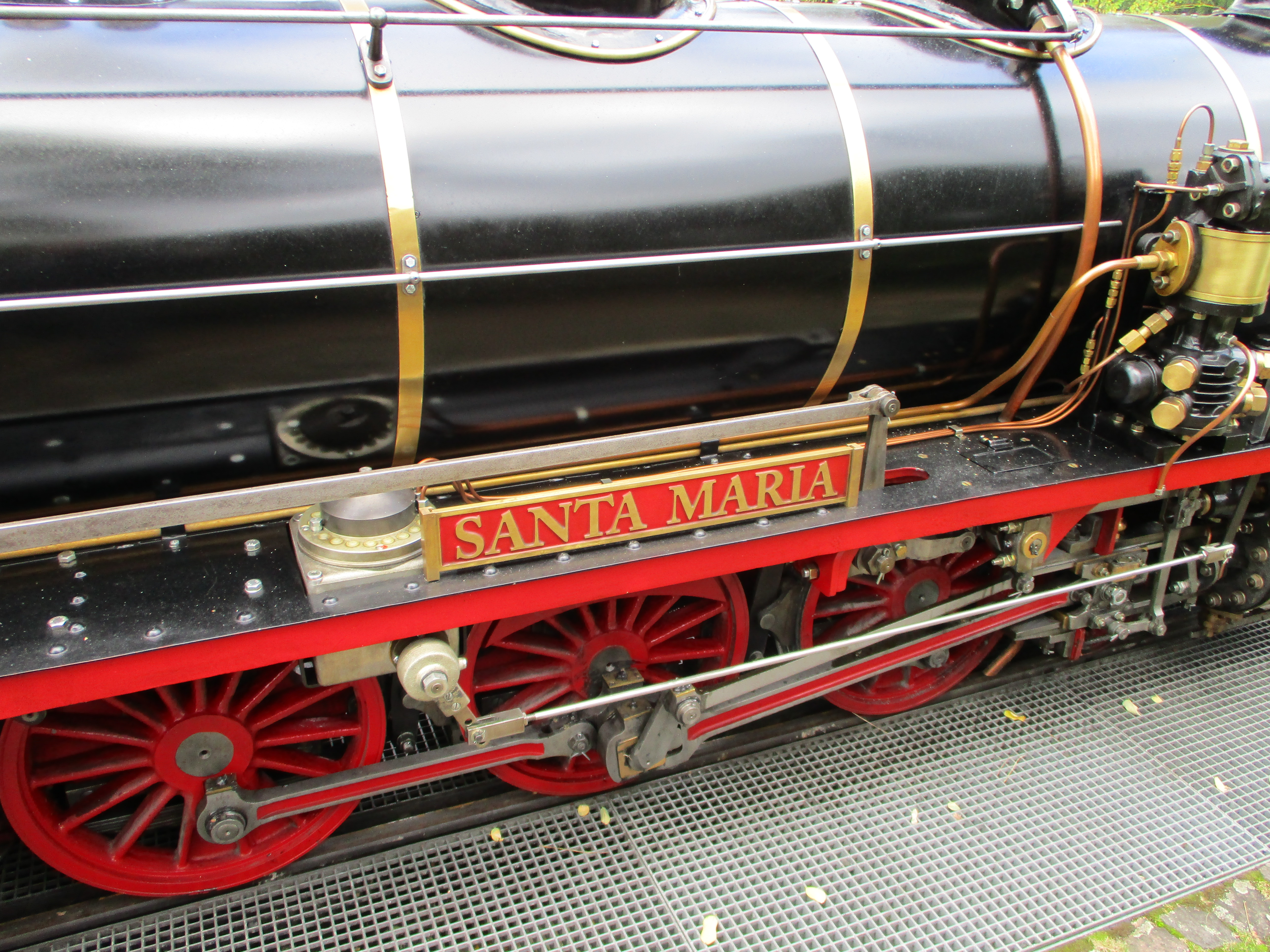
Namensschild „Santa Maria“
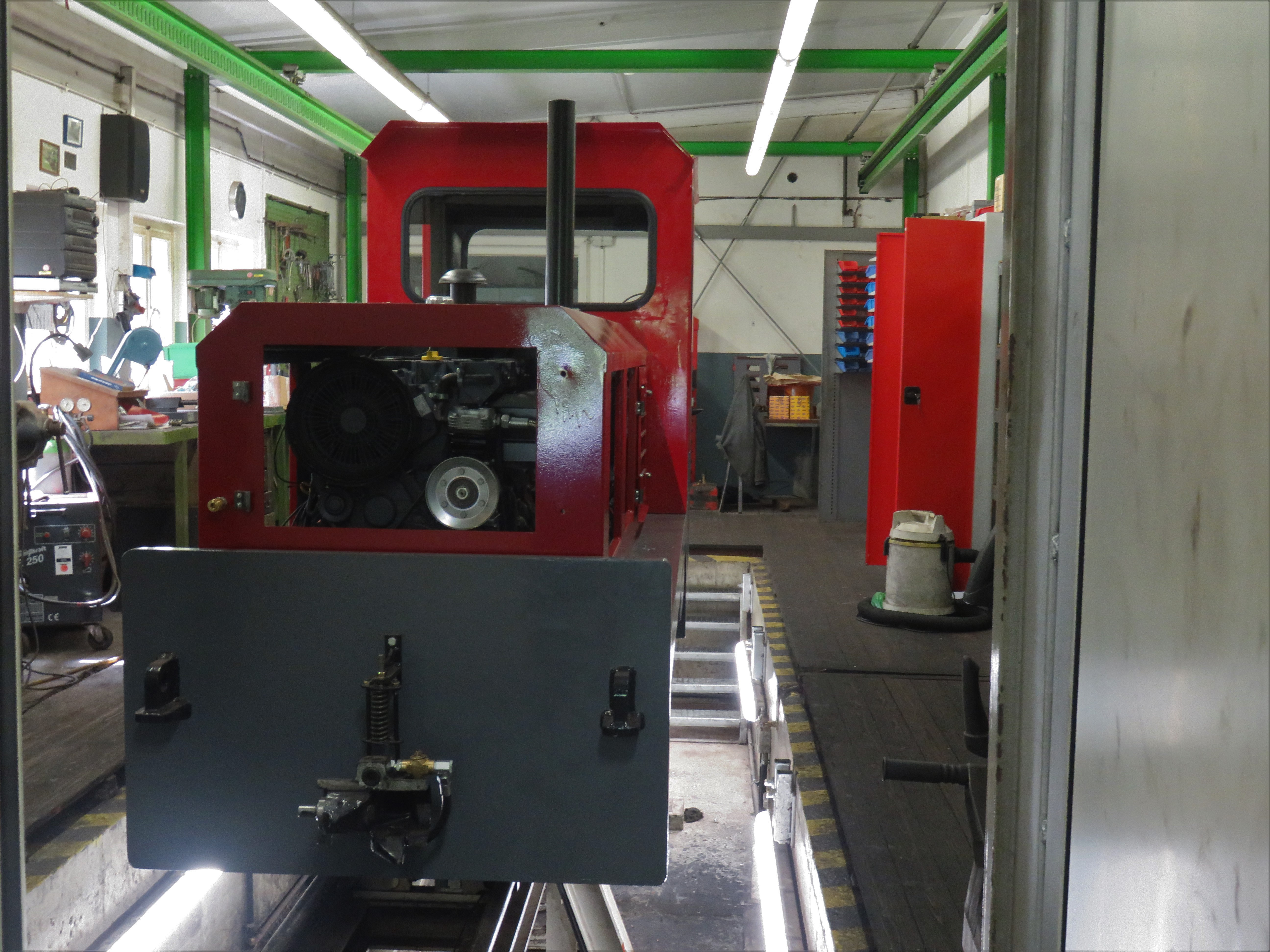
Der „Schwoabapfeil“ bei seiner Umlackierung und Instandsetzung
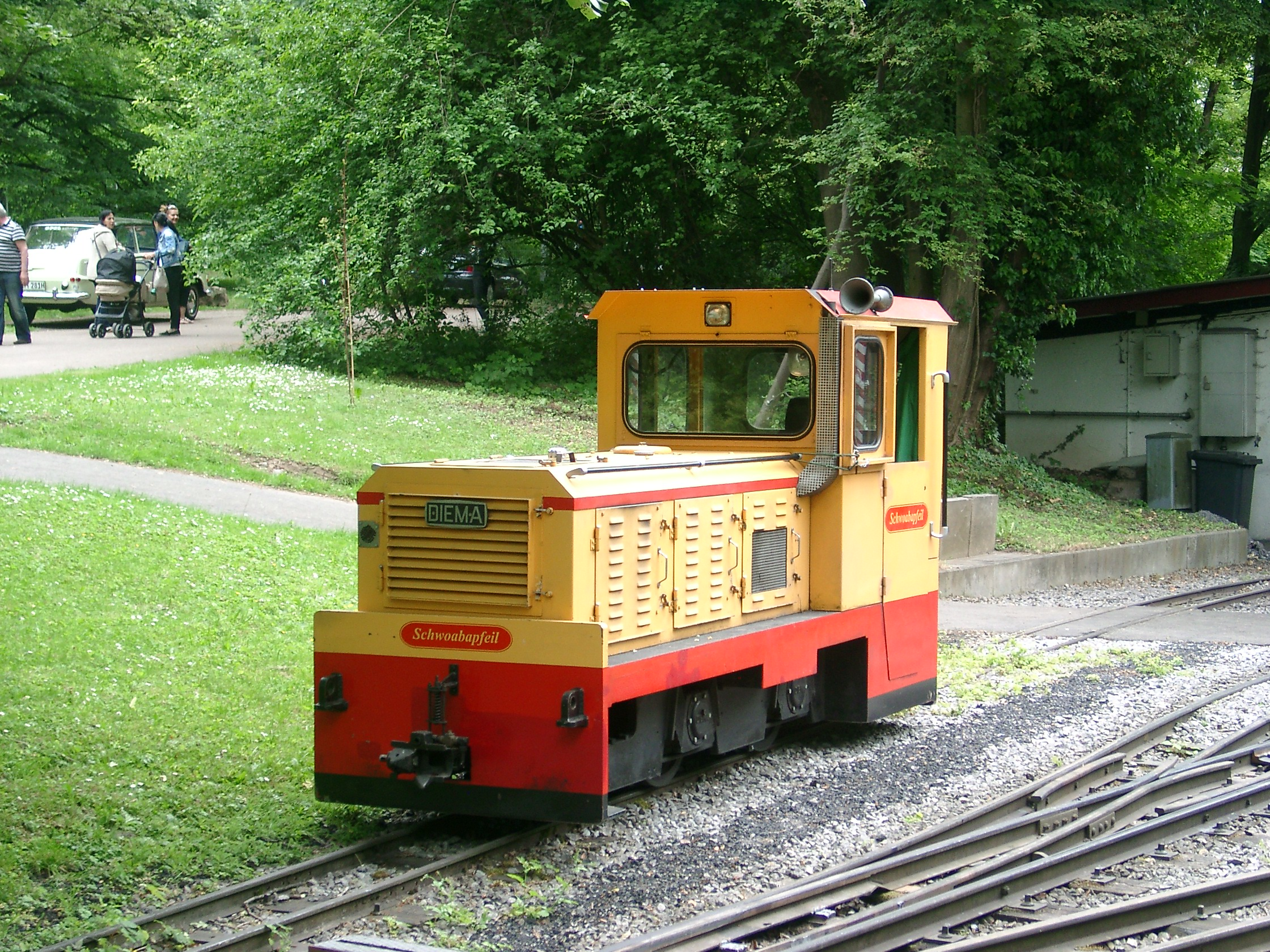
Der „Schwoabapfeil“ vor dem Depot
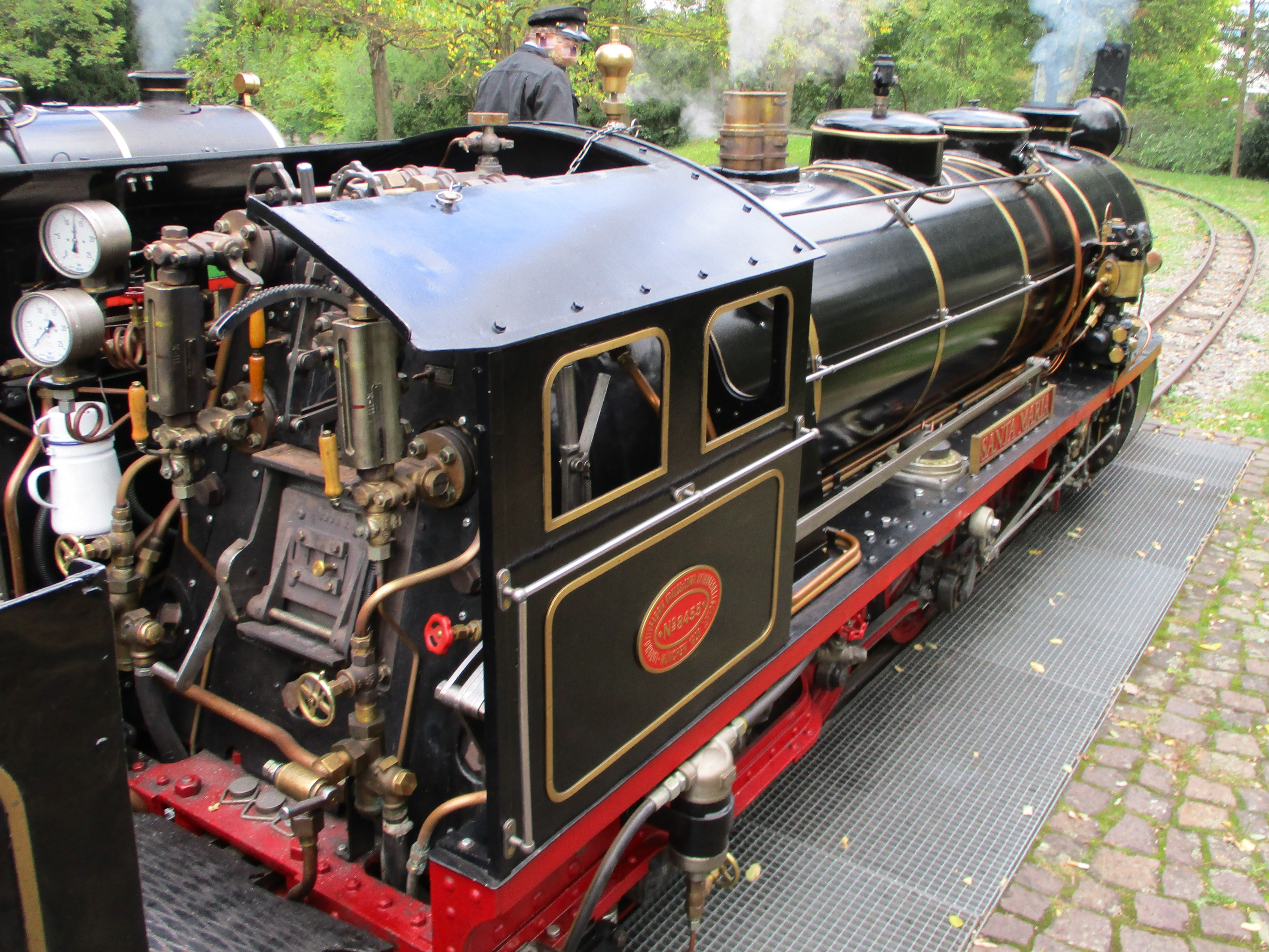
Der Führerstand der „Santa Maria“
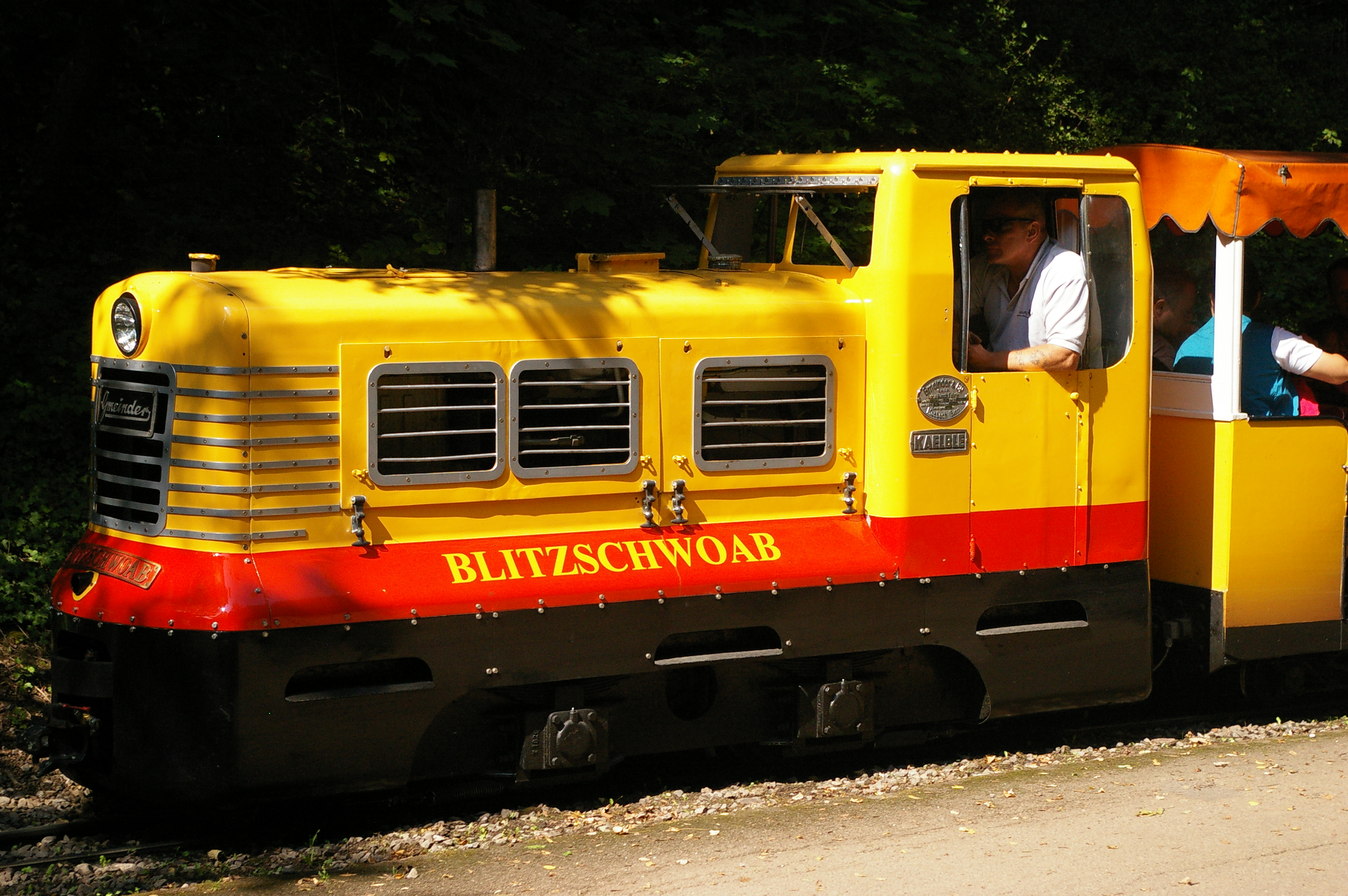
Der „Blitzschwoab“ im Einsatz
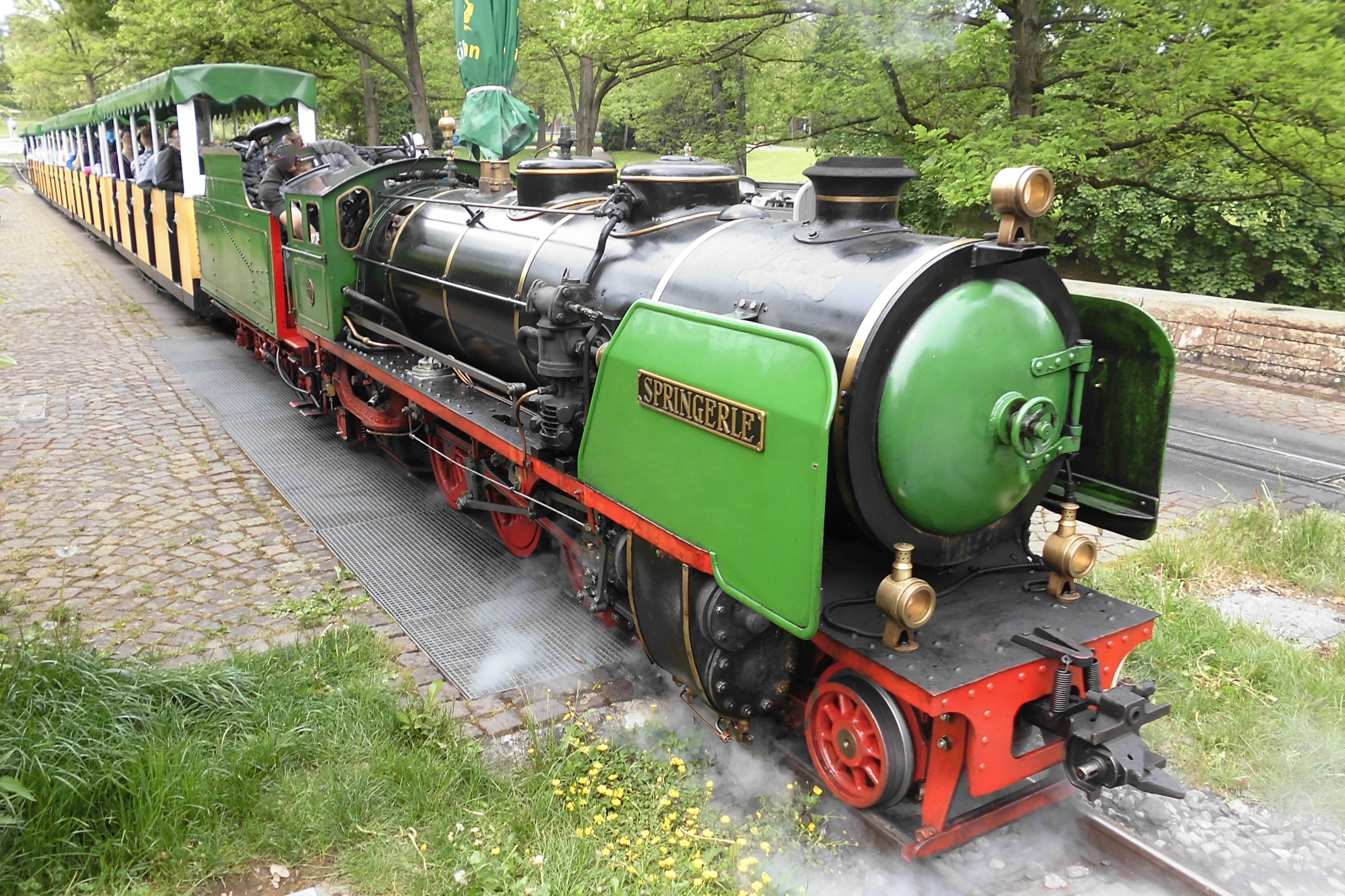
„Springerle“ abfahrbereit am Bahnhof